# Torneio de Wimbledon de 2013
O Torneio de Wimbledon de 2013 foi um torneio de tênis disputado nas quadras de grama do All England Lawn Tennis and Croquet Club, no bairro de Wimbledon, em Londres, no Reino Unido, entre 24 de junho e 7 de julho. Corresponde à 46ª edição da era aberta e à 127ª de todos os tempos.
Roger Federer e Serena Williams eram os atuais campeões de simples, mas não conseguiram defender seus títulos. Federer foi eliminado ainda na segunda rodada pelo ucraniano Sergiy Stakhovsky e Serena foi eliminada na quarta rodada pela Sabine Lisicki.
Andy Murray conquistou o título de simples masculino, sendo o primeiro britânico desde Fred Perry em 1936. No feminino a francesa Marion Bartoli conquistou o título

## Pontuação e premiação

### Distribuição de pontos
ATP e WTA informam suas pontuações em Grand Slam, distintas entre si, em simples e em duplas. A ITF responde exclusivamente pelos juvenis e cadeirantes.
Os qualificatórios de duplas masculinas e femininas são exclusivos de Wimbledon. Considerados torneios amistosos, os de duplas mistas e os de convidados não geram pontos.
No juvenil, os simplistas jogam duas fases de qualificatório, mas só os que passam à chave principal pontuam. Em duplas, a pontuação é por jogador. Os campeões de ambas modalidades recebem pontos adicionais de bônus (os valores da tabela já somam as duas pontuações).
Este é o último ano que WTA e ITF, no juvenil, usam esse sistema de pontos.

#### Profissional
| Evento            | V    | F    | SF  | QF  | R16 | R32 | R64 | R128 | Q  | Q3 | Q2 | Q1 |
| Simples masculino | 2000 | 1200 | 720 | 360 | 180 | 90  | 45  | 10   | 25 | 16 | 8  | 0  |
| Duplas masculinas | 2000 | 1200 | 720 | 360 | 180 | 90  | 0   | —    | 25 | 0  | 0  | —  |
| Simples feminino  | 2000 | 1400 | 900 | 500 | 280 | 160 | 100 | 5    | 60 | 50 | 40 | 2  |
| Duplas femininas  | 2000 | 1400 | 900 | 500 | 280 | 160 | 5   | —    | 48 | 0  | 0  | —  |

| Evento            | V   | F   | SF  | QF | R16 | R32 | R64 | Q  | Q2 | Q1 |
| Simples Masculino | 500 | 180 | 120 | 80 | 50  | 30  | 25* | 20 | 0  | 0  |
| Simples Feminino  | 500 | 180 | 120 | 80 | 50  | 30  | 25* | 20 | 0  | 0  |
| Duplas Masculinas | 360 | 120 | 80  | 50 | 30  | 0   | —   | —  | —  | —  |
| Duplas Femininas  | 360 | 120 | 80  | 50 | 30  | 0   | —   | —  | —  | —  |

| Evento | V   | F   | 3º lugar | 4º lugar |
| Duplas | 800 | 500 | 100      | 100      |

### Premiação
A premiação geral aumentou 40% em relação a 2012. Os títulos de simples tiveram um acréscimo de £ 450.000 cada.
O número de participantes em simples se difere somente na fase qualificatória (128 homens contra 96 mulheres). Os valores para duplas são por par. O torneio de duplas mistas possui mais participantes que os outros de Grand Slam (48, contra 32 dos concorrentes). Diferentemente da pontuação, não há recompensa aos vencedores do qualificatório.
Nos eventos secundários há apenas duplas. Convidados possuem três torneios (masculino, feminino e sêniores - masculino). Os qualifiers de duplas e todos os juvenis não são pagos.
| Evento                 | V           | F         | SF        | QF        | Últimos 16 | Últimos 32 | Últimos 64 | Últimos 128 | Q3        | Q2        | Q1        |
| Contemplados           | 1           | 1         | 2         | 4         | 8          | 16         | 32         | 64          | 16H / 12M | 32H / 24M | 64H / 48M |
| Simples (2)            | £ 1.600.000 | £ 800.000 | £ 400.000 | £ 205.000 | £ 105.000  | £ 63.000   | £ 38.000   | £ 23.500    | £ 12.000  | £ 6.000   | £ 3.000   |
| Duplas (2)             | £ 300.000   | £ 150.000 | £ 75.000  | £ 37.500  | £ 20.000   | £ 12.000   | £ 7.750    | —           | £ 0       | £ 0       | —         |
| Duplas mistas          | £ 92.000    | £ 46.000  | £ 23.000  | £ 10.500  | £ 5.200    | £ 2.600    | £ 1.300*   | —           | —         | —         | —         |
| Duplas cadeirantes (2) | £ 8.500     | £ 5.000   | £ 3.250*  | £ 2.250*  | —          | —          | —          | —           | —         | —         | —         |
| Duplas convidadas (3)  | £ 20.000    | £ 17.000  | £ 14.000* | £ 13.000* | £ 12.000*  | —          | —          | —           | —         | —         | —         |

Total dos eventos: £ 21.597.000
Per diem (estimado): £ 963.000
Total da premiação: £ 22.560.000

## Cabeças de chave

### Simples

#### Masculino
| #  | Rk | Jogador               | Pontos | Pontos a defender | Pontos ganhos | Nova pontuação | Status                                                  |
| -- | -- | --------------------- | ------ | ----------------- | ------------- | -------------- | ------------------------------------------------------- |
| 1  | 1  | Novak Djokovic        | 11,830 | 720               | 1,200         | 12,310         | Vice-campeão, perdeu para Andy Murray [2]               |
| 2  | 2  | Andy Murray           | 8,560  | 1,200             | 2,000         | 9,360          | Campeão, venceu Novak Djokovic [1]                      |
| 3  | 3  | Roger Federer         | 7,740  | 2,000             | 45            | 5,785          | Segunda rodada, perdeu para Sergiy Stakhovsky           |
| 4  | 4  | David Ferrer          | 7,220  | 360               | 360           | 7,220          | Quartas de final, perdeu para Juan Martín del Potro [8] |
| 5  | 5  | Rafael Nadal          | 6,895  | 45                | 10            | 6,860          | Primeira rodada, perdeu para Steve Darcis               |
| 6  | 7  | Jo-Wilfried Tsonga    | 4,155  | 720               | 45            | 3,480          | Second round retired vs Ernests Gulbis                  |
| 7  | 6  | Tomáš Berdych         | 4,515  | 10                | 360           | 4,865          | Quartas de final, perdeu para Novak Djokovic [1]        |
| 8  | 8  | Juan Martín del Potro | 3,960  | 180               | 720           | 4,500          | Semifinais, perdeu para Novak Djokovic [1]              |
| 9  | 9  | Richard Gasquet       | 3,135  | 180               | 90            | 3,045          | Terceira rodada, perdeu para Bernard Tomic              |
| 10 | 12 | Marin Čilić           | 2,470  | 180               | 45            | 2,335          | Second round withdrew vs Kenny de Schepper              |
| 11 | 10 | Stanislas Wawrinka    | 2,915  | 10                | 10            | 2,915          | Primeira rodada, perdeu para Lleyton Hewitt             |
| 12 | 11 | Kei Nishikori         | 2,495  | 90                | 90            | 2,495          | Terceira rodada, perdeu para Andreas Seppi [23]         |
| 13 | 13 | Tommy Haas            | 2,425  | 0                 | 180           | 2,605          | Quarta rodada, perdeu para Novak Djokovic [1]           |
| 14 | 14 | Janko Tipsarević      | 2,390  | 90                | 10            | 2,310          | Primeira rodada, perdeu para Viktor Troicki             |
| 15 | 16 | Nicolás Almagro       | 2,195  | 90                | 90            | 2,195          | Terceira rodada, perdeu para Jerzy Janowicz [24]        |
| 16 | 18 | Philipp Kohlschreiber | 1,885  | 360               | 10            | 1,535          | First round retired vs Ivan Dodig                       |
| 17 | 15 | Milos Raonic          | 2,225  | 45                | 45            | 2,225          | Segunda rodada, perdeu para Igor Sijsling               |
| 18 | 21 | John Isner            | 1,735  | 10                | 45            | 1,770          | Second round retired vs Adrian Mannarino                |
| 19 | 17 | Gilles Simon          | 2,090  | 45                | 10            | 2,055          | Primeira rodada, perdeu para Feliciano López            |
| 20 | 28 | Mikhail Youzhny       | 1,415  | 360               | 180           | 1,235          | Quarta rodada, perdeu para Andy Murray [2]              |
| 21 | 19 | Sam Querrey           | 1,810  | 90                | 10            | 1,730          | Primeira rodada, perdeu para Bernard Tomic              |
| 22 | 20 | Juan Mónaco           | 1,740  | 90                | 90            | 1,740          | Terceira rodada, perdeu para Kenny de Schepper          |
| 23 | 26 | Andreas Seppi         | 1,380  | 10                | 180           | 1,550          | Quarta rodada, perdeu para Juan Martín del Potro [8]    |
| 24 | 22 | Jerzy Janowicz        | 1,549  | 115               | 720           | 2,154          | Semifinais, perdeu para Andy Murray [2]                 |
| 25 | 25 | Benoît Paire          | 1,380  | 90                | 90            | 1,380          | Terceira rodada, perdeu para Łukasz Kubot               |
| 26 | 24 | Alexandr Dolgopolov   | 1,500  | 45                | 90            | 1,545          | Terceira rodada, perdeu para David Ferrer [4]           |
| 27 | 23 | Kevin Anderson        | 1,510  | 10                | 90            | 1,590          | Terceira rodada, perdeu para Tomáš Berdych [7]          |
| 28 | 27 | Jérémy Chardy         | 1,441  | 45                | 90            | 1,486          | Terceira rodada, perdeu para Novak Djokovic [1]         |
| 29 | 31 | Grigor Dimitrov       | 1,330  | 45                | 45            | 1,330          | Segunda rodada, perdeu para Grega Žemlja                |
| 30 | 30 | Fabio Fognini         | 1,345  | 45                | 10            | 1,310          | Primeira rodada, perdeu para Jürgen Melzer              |
| 31 | 32 | Julien Benneteau      | 1,200  | 90                | 45            | 1,155          | Segunda rodada, perdeu para Fernando Verdasco           |
| 32 | 29 | Tommy Robredo         | 1,355  | (80)              | 90            | 1,365          | Terceira rodada, perdeu para Andy Murray [2]            |

#### Feminino
| #  | Rk | Jogadora                 | Pontos | Pontos a defender | Pontos ganhos | Nova pontuação | Status                                                    |
| -- | -- | ------------------------ | ------ | ----------------- | ------------- | -------------- | --------------------------------------------------------- |
| 1  | 1  | Serena Williams          | 13,615 | 2,000             | 280           | 11,895         | Quarta rodada, perdeu para Sabine Lisicki [23]            |
| 2  | 2  | Victoria Azarenka        | 9,625  | 900               | 100           | 8,825          | Desistiu na segunda rodada vs Flavia Pennetta             |
| 3  | 3  | Maria Sharapova          | 9,415  | 280               | 100           | 9,235          | Segunda rodada, perdeu para Michelle Larcher de Brito (Q) |
| 4  | 4  | Agnieszka Radwańska      | 6,465  | 1,400             | 900           | 5,965          | Semifinais, perdeu para Sabine Lisicki [23]               |
| 5  | 5  | Sara Errani              | 5,335  | 160               | 5             | 5,180          | Primeira rodada, perdeu para Mónica Puig                  |
| 6  | 6  | Li Na                    | 5,155  | 100               | 500           | 5,555          | Quartas de final, perdeu para Agnieszka Radwańska [4]     |
| 7  | 7  | Angelique Kerber         | 4,770  | 900               | 100           | 3,970          | Segunda rodada, perdeu para Kaia Kanepi                   |
| 8  | 8  | Petra Kvitová            | 4,435  | 500               | 500           | 4,435          | Quartas de final, perdeu para Kirsten Flipkens [20]       |
| 9  | 9  | Caroline Wozniacki       | 3,565  | 5                 | 100           | 3,660          | Segunda rodada, perdeu para Petra Cetkovská (Q)           |
| 10 | 10 | Maria Kirilenko          | 3,471  | 500               | 5             | 2,976          | Primeira rodada, perdeu para Laura Robson                 |
| 11 | 11 | Roberta Vinci            | 3,060  | 280               | 280           | 3,060          | Quarta rodada, perdeu para Li Na [6]                      |
| 12 | 12 | Ana Ivanovic             | 2,920  | 280               | 100           | 2,740          | Segunda rodada, perdeu para Eugenie Bouchard              |
| 13 | 13 | Nadia Petrova            | 2,660  | 160               | 5             | 2,505          | Primeira rodada, perdeu para Karolína Plíšková            |
| 14 | 14 | Samantha Stosur          | 2,905  | 100               | 160           | 2,965          | Terceira rodada, perdeu para Sabine Lisicki [23]          |
| 15 | 15 | Marion Bartoli           | 2,775  | 100               | 2,000         | 4,675          | Campeã, venceu Sabine Lisicki [23]                        |
| 16 | 16 | Jelena Janković          | 2,830  | 5                 | 100           | 2,925          | Segunda rodada, perdeu para Vesna Dolonc                  |
| 17 | 17 | Sloane Stephens          | 2,530  | 160               | 500           | 2,870          | Quartas de final, perdeu para Marion Bartoli [15]         |
| 18 | 18 | Dominika Cibulková       | 2,140  | 5                 | 160           | 2,295          | Terceira rodada, perdeu para Roberta Vinci [11]           |
| 19 | 19 | Carla Suárez Navarro     | 2,165  | 5                 | 280           | 2,440          | Quarta rodada, perdeu para Petra Kvitová [8]              |
| 20 | 20 | Kirsten Flipkens         | 2,038  | (32)              | 900           | 2,906          | Semifinais, perdeu para Marion Bartoli [15]               |
| 21 | 21 | Anastasia Pavlyuchenkova | 1,900  | 100               | 5             | 1,805          | Primeira rodada, perdeu para Tsvetana Pironkova           |
| 22 | 22 | Sorana Cîrstea           | 1,760  | 160               | 100           | 1,700          | Segunda rodada, perdeu para Camila Giorgi                 |
| 23 | 23 | Sabine Lisicki           | 1,750  | 500               | 1,400         | 2,650          | Vice-campeã, perdeu para Marion Bartoli [15]              |
| 24 | 24 | Peng Shuai               | 1,685  | 280               | 100           | 1,505          | Segunda rodada, perdeu para Marina Erakovic               |
| 25 | 25 | Ekaterina Makarova       | 1,682  | 100               | 160           | 1,742          | Terceira rodada, perdeu para Petra Kvitová [8]            |
| 26 | 27 | Varvara Lepchenko        | 1,566  | 160               | 5             | 1,411          | Primeira rodada, perdeu para Eva Birnerová (Q)            |
| 27 | 28 | Lucie Šafářová           | 1,560  | 5                 | 100           | 1,655          | Segunda rodada, perdeu para Karin Knapp                   |
| 28 | 29 | Tamira Paszek            | 1,083  | 500               | 5             | 588            | Primeira rodada, perdeu para Alexandra Cadanțu            |
| 29 | 30 | Alizé Cornet             | 1,545  | 100               | 160           | 1,605          | Terceira rodada, perdeu para Flavia Pennetta              |
| 30 | 31 | Mona Barthel             | 1,500  | 5                 | 100           | 1,595          | Segunda rodada, perdeu para Madison Keys                  |
| 31 | 32 | Romina Oprandi           | 1,490  | 100               | 5             | 1,395          | Primeira rodada, perdeu para Alison Riske (WC)            |
| 32 | 33 | Klára Zakopalová         | 1,300  | 160               | 160           | 1,300          | Terceira rodada, perdeu para Li Na [6]                    |

##### Desistências
| Rk | Jogador             | Pontos | Pontos a defender | Nova pontuação | Desistiu devido a |
| -- | ------------------- | ------ | ----------------- | -------------- | ----------------- |
| 26 | Svetlana Kuznetsova | 1,662  | 5                 | 1,657          | lesão abdominal   |

## Convidados à chave principal

### Simples
| - Matthew Ebden - Kyle Edmund - Steve Johnson - Nicolas Mahut - James Ward | - Elena Baltacha - Lucie Hradecká - Anne Keothavong - Johanna Konta - Tara Moore - Samantha Murray - Andrea Petkovic - Alison Riske |

| Duplas Masculinas Jamie Baker / Kyle Edmund Lleyton Hewitt / Mark Knowles David Rice / Sean Thornley | - Anne Keothavong / Johanna Konta - Tara Moore / Melanie South - Samantha Murray / Jade Windley - Shahar Pe'er / Yan Zi - Nicola Slater / Lisa Whybourn |

#### Mistas
- James Blake /  Donna Vekić
- Jamie Delgado /  Tara Moore
- Kyle Edmund /  Eugenie Bouchard
- Dominic Inglot /  Johanna Konta
- Mark Knowles /  Sabine Lisicki

## Qualificados à chave principal

### Simples
| 1. Stéphane Robert 2. Bastian Knittel 3. Julian Reister 4. Wayne Odesnik 5. Dustin Brown 6. Denis Kudla 7. Jan-Lennard Struff 8. Matt Reid 9. Jimmy Wang 10. James Duckworth 11. Michał Przysiężny 12. Bobby Reynolds 13. Go Soeda 14. Alex Kuznetsov 15. Marc Gicquel 16. Teymuraz Gabashvili O seguinte jogador entrou na chave de simples como lucky loser: 1. Olivier Rochus | 1. Carina Witthöft 2. Galina Voskoboeva 3. Caroline Garcia 4. Petra Cetkovská 5. Ajla Tomljanović 6. Maria Elena Camerin 7. Yvonne Meusburger 8. Virginie Razzano 9. Eva Birnerová 10. Barbora Záhlavová-Strýcová 11. Mariana Duque-Mariño 12. Michelle Larcher de Brito As seguintes jogadoras entraram na chave de simples como lucky losers: 1. Vania King 2. Anna Karolína Schmiedlová |

| Duplas Masculinas Ver artigo principal: Torneio de Wimbledon de 2013 – Duplas masculinas (qualificatório) Jesse Levine / Vasek Pospisil Samuel Groth / Chris Guccione Dominik Meffert / Philipp Oswald Purav Raja / Divij Sharan As seguintes parcerias entraram na chave de duplas como lucky losers : Dustin Brown / Rameez Junaid Steve Johnson / Andreas Siljeström Denis Kudla / Tim Smyczek | 1. Stéphanie Foretz Gacon / Eva Hrdinová 2. Maria Irigoyen / Paula Ormachea 3. Raluca Olaru / Olga Savchuk 4. Valeria Solovyeva / Maryna Zanevska |

## Finais

### Profissional
| Categoria | Evento    | Campeã(s)(o/ões)                  | Vice-campeã(s)(o/ões)          | Resultado          | Chave(s)  | Chave(s)       |
| --------- | --------- | --------------------------------- | ------------------------------ | ------------------ | --------- | -------------- |
| Simples   | Masculino | Andy Murray                       | Novak Djokovic                 | 6–4, 7–5, 6–4      | principal | qualificatório |
| Simples   | Feminino  | Marion Bartoli                    | Sabine Lisicki                 | 6–1, 6–4           | principal | qualificatório |
| Duplas    | Masculino | Bob Bryan Mike Bryan              | Ivan Dodig Marcelo Melo        | 3–6, 6–3, 6–4, 6–4 | principal | qualificatório |
| Duplas    | Feminino  | Hsieh Su-wei Peng Shuai           | Ashleigh Barty Casey Dellacqua | 7–61, 6–1          | principal | qualificatório |
| Duplas    | Misto     | Daniel Nestor Kristina Mladenovic | Bruno Soares Lisa Raymond      | 5–7, 6–2, 8–6      | principal | principal      |

### Juvenil
| Categoria | Evento    | Campeã(s)(o/ões)                      | Vice-campeã(s)(o/ões)               | Resultado     | Chave(s)  | Chave(s)       |
| --------- | --------- | ------------------------------------- | ----------------------------------- | ------------- | --------- | -------------- |
| Simples   | Masculino | Gianluigi Quinzi                      | Hyeon Chung                         | 7–5, 7–62     | principal | qualificatório |
| Simples   | Feminino  | Belinda Bencic                        | Taylor Townsend                     | 4–6, 6–1, 6–4 | principal | qualificatório |
| Duplas    | Masculino | Thanasi Kokkinakis Nick Kyrgios       | Enzo Couacaud Stefano Napolitano    | 6–2, 6–3      | principal | principal      |
| Duplas    | Feminino  | Barbora Krejčíková Kateřina Siniaková | Anhelina Kalinina Iryna Shymanovich | 6–3, 6–1      | principal | principal      |

### Cadeirante
| Categoria | Evento    | Campeã(s)(o/ões)               | Vice-campeã(s)(o/ões)         | Resultado | Chave     |
| --------- | --------- | ------------------------------ | ----------------------------- | --------- | --------- |
| Duplas    | Masculino | Stéphane Houdet Shingo Kunieda | Frédéric Cattaneo Ronald Vink | 6–4, 6–2  | principal |
| Duplas    | Feminino  | Jiske Griffioen Aniek van Koot | Yui Kamiji Jordanne Whiley    | 6–4, 7–66 | principal |

### Outros eventos
| Categoria         | Evento           | Campeã(s)(o/ões)                  | Vice-campeã(s)(o/ões)         | Resultado | Chave     |           |
| ----------------- | ---------------- | --------------------------------- | ----------------------------- | --------- | --------- | --------- |
| Duplas convidadas | Masculino sênior | Pat Cash Mark Woodforde           | Jeremy Bates Anders Järryd    | 6–3, 6–3  | principal | principal |
| Duplas convidadas | Masculino        | Thomas Enqvist Mark Philippoussis | Greg Rusedski Fabrice Santoro | 7–66, 6–3 | principal | principal |
| Duplas convidadas | Feminino         | Lindsay Davenport Martina Hingis  | Jana Novotná Barbara Schett   | 6–2, 6–2  | principal | principal |